# Treme
Treme (eng. Treme) je američka televizijska serija koju su kreirali David Simon (Žica) i Eric Overmyer. Treme je jedan od kvartova u New Orleansu (država Louisiana). Radnja serije započinje tri mjeseca nakon uragana Katrina, gdje stanovnici New Orleansa (uključujući glazbenike, kuhare, fašničke Indijance i obične građane) pokušavaju ponovno započeti svoje živote, obnoviti domove i ujediniti tradiciju u gotovo razorenom gradu. 
Prva sezona započela je s prikazivanjem 11. travnja 2010. godine 80-minutnom pilot epizodom i sastoji se od 10 epizoda. Samo dva dana kasnije, 13. travnja 2010., televizijska mreža HBO najavila je da odobrava snimanje druge sezone koja je sa svojim emitiranjem započela 24. travnja 2011. godine. 13. svibnja 2011. HBO je odobrio snimanje treće sezone. 

## Koncepcija serije
Simon i Overmyer zajedno su počeli raditi još 90-tih godina prošlog stoljeća na uspješnoj televizijskoj seriji Odjel za umorstva tijekom koje su postali prijatelji. Ponovno su radili na iznimno hvaljenoj Simonovoj seriji Žica, kad se 2006. godine Overmyer pridružio ekipi kao jedan od scenarista. Serija Treme počela se razvijati još 2008. godine, čim je s prikazivanjem završila Žica. Zamišljeno je da se radnja serije vrti oko radničke klase istoimenog kvarta u New Orleansu nakon uragana Katrina i da će pokrivati puno manje gradsko područje nego što je to bio slučaj u Žici. 
Budući da je Overmyer neko vrijeme živio u New Orleansu, Simon je smatrao da bi njegovo iskustvo moglo biti od iznimne važnosti u istraživanju pravih gradskih tradicija i priča. Simon je naglašavao da će se serija bazirati na kulturi New Orleansa, posebno na glazbu, političku korupciju, kontroverze oko zatvorenih javnih zgrada u koja se njihovi stanovnici ne mogu vratiti, sudski sistem, sukobe između policajaca i fašničkih Indijanaca i borbu za povratkom turista u grad nakon oluje. Dok je radio na scenarijima, Simon se također konzultirao s originalnim glazbenicima iz New Orleansa Donaldom Harrisonom Jr., Kermitom Ruffinsom i Davisom Roganom te lokalnom kuharicom Susan Spicer. 

## Razvoj serije
2008. godine HBO je odobrio snimanje pilot epizode, iako tada još uvijek kompletna sezona nije bila odobrena. Simon je u početku zamislio da će pilot epizodu snimiti 2008., a nastavak sezone 2009. godine. Serija se planirala snimiti na stvarnim lokacijama i na taj način podignuti ekonomiju New Orleansa. 
Međutim, pilot epizoda se počela snimati u New Orleansu tek 9. ožujka 2009. godine. Dobitnica mnogih priznanja, poljakinja Agnieszka Holland režirala je prvu epizodu. Holland je već ranije radila s kreatorima serije na Žici, režirajući tri epizode. Nakon što je pilot epizoda snimljena, HBO je odobrio kompletnu sezonu od novih 9 epizoda.

## Glavni likovi
- Antoine Batiste (Wendell Pierce): svirač trombona, konstantno u potrazi za novom gažom, Antoine živi s majkom njihove male kćerke. Vrlo rijetko viđa svoja druga dva sina koja ima s bivšom ženom LaDonnom (razlog za to dijelom je i nedostatak automobila nakon uragana pa se mora oslanjati uglavnom na javni prijevoz ili taksije). Trenutno je vođa svog benda "Antoine Batiste and his Soul Apostles", a povremeno radi i kao asistent glazbenog instruktora u lokalnoj osnovnoj školi.
- LaDonna Batiste-Williams (Khandi Alexander): LaDonna je vlasnica male pivnice u New Orleansu. Brine se za svoju ostarjelu majku koja odbija napustiti grad iz straha da ne propusti povratak svog sina Daymoa koji je nestao nakon uragana Katrina. Često putuje na relaciji New Orleans-Baton Rouge gdje njezini sinovi žive s njezinim sadašnjim mužem, zubarom.
- Toni Bernette (Melissa Leo): odvjetnica za ljudska prava koja je s LaDonnom radila na pokušaju pronalaska njezinog nestalog brata nakon oluje. Brani glazbenike i ljude koje nemilosrdno gazi pravni sistem u gradu.
- Creighton Bernette (John Goodman): profesor engleskog jezika na Sveučilištu Tulane koji ujedno radi i na svojoj knjizi o velikoj poplavi u Mississippiju 1927.godine. Njegov lik inspiriran je blogerom iz New Orleansa, Ashleyjem Morrisom.
- Sofia Bernette (India Ennenga): kćerka Creightona i Toni u tinejdžerskim godinama.
- Janette Desautel (Kim Dickens): Janette je kuharica koja se bori da svoj restoran održi otvorenim dok čeka naplatu osiguranja za štetu koju je pretrpjela nakon uragana. Zajedno s Davisom nalazi se u povremenoj, iako burnoj vezi. Trenutno radi u New Yorku.
- Albert "Veliki Poglavica" Lambreaux (Clarke Peters): Albert je fašnički Indijanski poglavica, vrlo štovan u društvu. Nakon što se vratio kući koju je pronašao gotovo uništenom, useljava se u susjedski bar gdje skupa sa svojim plemenom vježba i obnavlja bar, u isto vrijeme pokušavajući pronaći ostale članove plemena ne bi li ih vratio tamo gdje im je mjesto (također na to isto pokušava nagovoriti i svog sina Delmonda).
- Delmond Lambreaux (Rob Brown): Delmond je cijenjeni svirač trube. Iako je Albertov sin, Delmonda puno više privlače glazba i atmosfera New Yorka nego New Orleansa.
- Davis McAlary (Steve Zahn): povremeni DJ i glazbenik, Davis je pravi građanin New Orleansa koji obožava svoj grad i njegovu kulturu i tradiciju.
- Annie Tallarico (Lucia Micarelli): ulična sviračica violine koja pokušava napisati par vlastitih pjesama. Trenutno se nalazi u vezi s DJ Davisom.
- Sonny (Michiel Hisman): ulični svirač iz Amsterdama koji se nalazio u vezi s Annie, ali nakon njegovih problema s drogom i alkoholom njih dvoje prekidaju. Trenutno je član benda Antoinea Batistea.
- Terry Colson (David Morse): iskreni policajac koji radi kao poručnik za policiju New Orleansa; također i prijatelj Toni Bernette.
- Nelson Hidalgo (Jon Seda): graditelj stambenih naselja s vrlo dobrim političkim vezama i odvažan kapitalist koji se pokušava ubaciti u biznis obnove grada nakon uragana.

## Popis epizoda

### Prva sezona
- 1.) Do You Know What It Means
- 2.) Meet De Boys on the Battlefront
- 3.) Right Place, Wrong Time
- 4.) At the Foot of Canal Street
- 5.) Shame, Shame, Shame
- 6.) Shallow Water, Oh Mama
- 7.) Smoke My Peace Pipe
- 8.) All on a Mardi Gras Day
- 9.) Wish Someone Would Care
- 10.) I'll Fly Away

### Druga sezona
- 1.) Accentuate the Positive
- 2.) Everything I Do Gonh Be Funky
- 3.) On Your Way Down
- 4.) Santa Claus, Do You Ever Get the Blues?
- 5.) Slip Away
- 6.) Feels Like Rain
- 7.) Carnival Time
- 8.) Can I Change My Mind?
- 9.) What is New Orleans?
- 10.) That's What Lovers Do
- 11.) Do Watcha Wanna

## Serija na DVD-ovima
U Hrvatskoj još uvijek nije izdana niti jedna sezona serije na DVD-ovima, kao što niti jedna epizoda do sada nije prikazana na niti jednoj našoj televiziji. Za eurpsko tržište (regija 2) do danas je izdana kompletna prva sezona serije na DVD-u i Blu-rayu koja, osim svih 10 epizoda prve sezone, sadrži i posebne dodatke od kojih svakako treba izdvojiti prilog o snimanju serije, audio komentare pojedinih epizoda i prilog o glazbi iz serije.